# Trachelismus macrostylus
Trachelismus macrostylus es una especie de coleóptero de la familia Attelabidae.

## Distribución geográfica
Habita en Filipinas.